# Abéou
Der Abéou ist ein Fluss in Frankreich, in der Region Provence-Alpes-Côte d’Azur. Er ändert auf seinem Weg mehrfach seinen Namen:
- Ruisseau de Pleuraires,
- Vallat du Moulin,
- Le Grand Vallat,
- Vallat de l’Abéou,
- Abéou.

## Verlauf
Er entspringt unter dem Namen Ruisseau de Pleuraires im südwestlichen Gemeindegebiet von La Verdière, entwässert anfangs Richtung Westnordwest durch den Regionalen Naturpark Verdon, schwenkt nördlich von Rians plötzlich auf Nord bis Nordwest und mündet nach rund 22 Kilometern im Gemeindegebiet von Saint-Paul-lès-Durance als linker Nebenfluss in die Durance. Kurz vor der Mündung quert der Abéou die Autobahn A51, sowie einen parallel zur Durance verlaufenden Kanal, der eine Reihe von Wasserkraftwerken der EDF mit Wasser versorgt.
Auf seinem Weg durchquert der Fluss die Départements Var und Bouches-du-Rhône.

## Orte am Fluss
(Reihenfolge in Fließrichtung)
- Buisset, Gemeinde Esparron
- L’Espagne, Gemeinde Ginasservis
- La Goye, Gemeinde Rians
- Le Pigonnier, Gemeinde Rians
- Saint-Paul-lès-Durance